# Arnold Aronson
Arnold Aronson (geboren am 11. März 1911 in Boston, Massachusetts; gestorben am 17. Februar 1998 in Montgomery County, Maryland) war ein US-amerikanischer Aktivist und Bürgerrechtler sowie Mitbegründer der Leadership Conference on Civil and Human Rights (LCCR). Er ist Träger des Presidential Medal of Freedom, der höchsten zivilen Auszeichnung der Vereinigten Staaten von Amerika.
Aronson setzte sich ab 1941 mit Asa Philip Randolph gegen Rassendiskriminierung im Berufsleben ein und erwirkte den am 25. Juni 1941 von US-Präsident Franklin D. Roosevelt erlassenen Executive Order 8802. Von 1945 bis 1976 war er Direktor des National Community Relations Advisory Council (heute: Jewish Council for Public Affairs). Als Sekretär der LCCR koordinierte er Kampagnen, die den Erlass vom Civil Rights Act of 1957, Civil Rights Act of 1964, Voting Rights Act of 1965 und Civil Rights Act of 1968 vorantrieben. Er war 1963 neben Martin Luther King, Roy Wilkins, John Lewis und Whitney Young einer der Mitorganisatoren des Marschs auf Washington für Arbeit und Freiheit.
1998 verlieh US-Präsident Bill Clinton ihm die Presidential Medal of Freedom für seine Bemühungen, Gleichberechtigung für alle in Amerika zu erreichen und nannte ihn einen stillen Helden der Bürgerrechtsbewegung.